# Berta chrysolineata
Berta chrysolineata är en fjärilsart som beskrevs av Walker 1863. Berta chrysolineata ingår i släktet Berta och familjen mätare. Inga underarter finns listade i Catalogue of Life.

## Bildgalleri

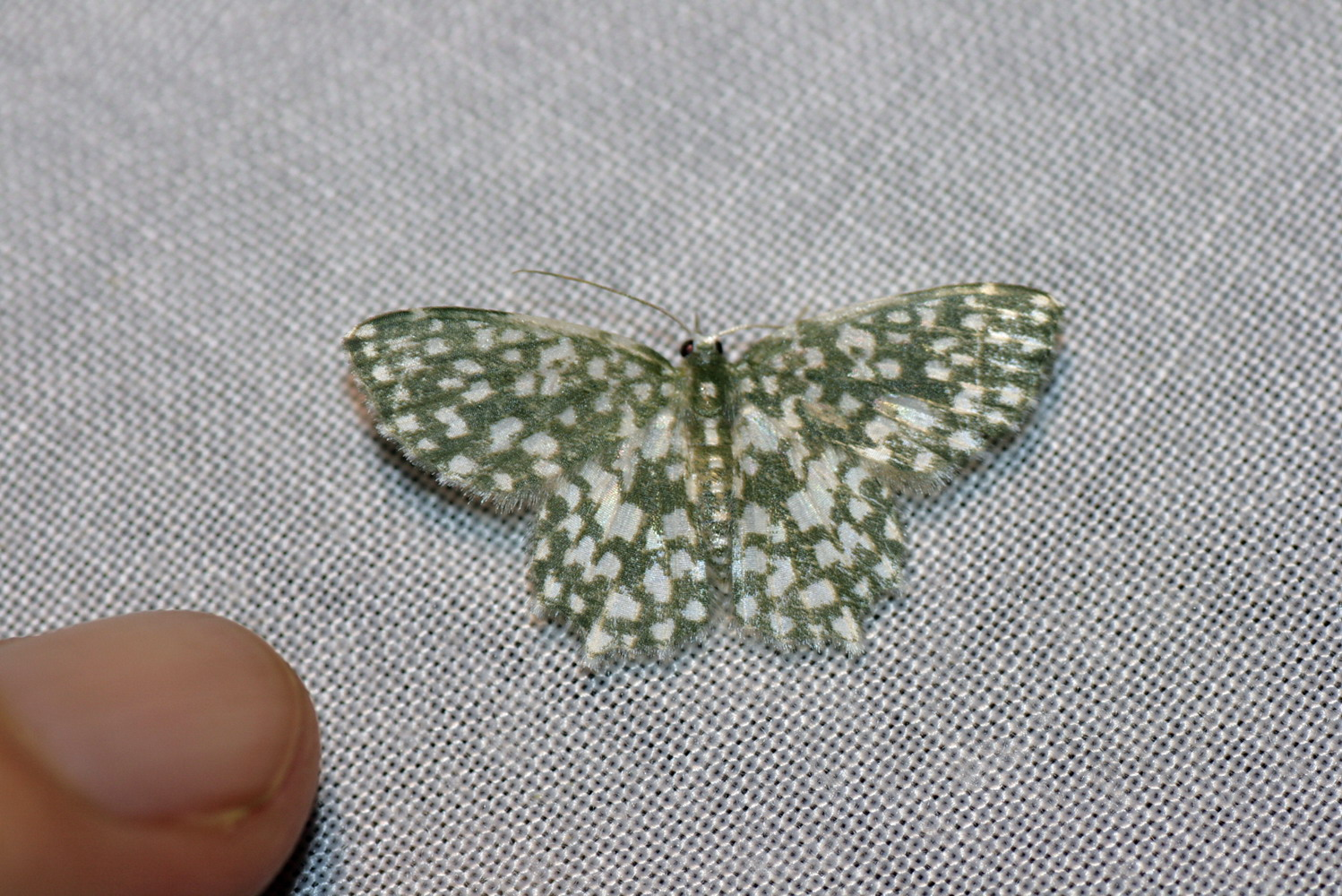